# Alte Burg (Einöd)

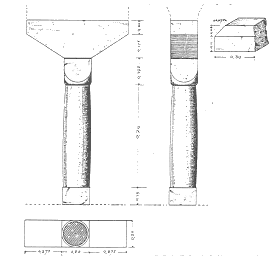
Säulenschäfte der Alten Burg Einöd

Die Alte Burg beim Homburger Stadtteil Einöd im Saarland ist eine abgegangene salierzeitliche Turmhügelburg (Motte).

## Beschreibung
Die einzige bekannte historische Erwähnung findet sich in der Landesaufnahme der Ämter Zweibrücken und Kirkel durch Tilemann Stella aus dem Jahr 1564. Er führt bei den Wüstungen in den Ämtern Zweibrücken und Kirkel auf:

„Unden an Ainöt auff der Schönawen ligt noch ein allter heidenbuhell unnd burgstall, auff der Allten Burg genannt.“

Auf Stellas Karte 10 im Maßstab 1 : 25.000 sind südlich von Einöd in der Talaue des Schwarzbachs auf Einöder Gemarkung der Flurname Schönaw und die Stelle Alte Burg mit Namen und Wüstungspunkt lagerichtig eingezeichnet; auf Stellas Übersichtskarte im Maßstab 1 : 100.000 erscheint die Alte Burg nur mit einem Wüstungspunkt. Die Burg lag in der Talaue in der Flur In den Kälberwiesen nahe der Einmündung des Schwarzbaches in die Blies. Sie ist heute oberflächlich nicht mehr sichtbar.
Die Burgstelle lag zudem nahe einer bereits 1564 bestehenden nord-südlichen Wegeführung (heutige Webenheimer Straße in Einöd), die hier den Schwarzbach querte, wie auch einer bereits 1564 bestehenden west-östlichen Wegeführung (heutige Hauptstraße in Einöd), die das Schwarzbachtal dem Verkehr erschloss. Der Schwarzbach hatte hier eine nach Norden ausgreifende Flussschlinge ausgebildet, die im 19. Jahrhundert durch die Bachbegradigung abgeschnitten wurde und in deren Westteil heute der Kandelgrundbach verläuft.
Der Burghügel wurde 1928 eingeebnet. Grabungen unter dem Konservator Carl Klein brachten 1928 die Fundamente eines längsrechteckigen, innen dreigeteilten Wohnturmes (21,5 m × 10,1 m) mit einer Mauerstärke zwischen 1,5 m und 1,7 m zu Tage. An der Südseite befand sich ein rechteckiger Anbau (6,6 m × 3,8 m), ähnlich dem der Turmburg Schlössel bei Klingenmünster, der dort als Abortschacht gedeutet wird. Außerdem fanden sich im Bauschutt zwei romanische Säulenschäfte mit Würfelkapitellen und Kämpfersteinen. Diese gehörten wahrscheinlich zu Doppelfenstern im Obergeschoss des Turmes.
Klein datierte die Anlage in die Mitte des 10. Jahrhunderts. Nach Böhme (siehe Literatur) ist eine Entstehung in salischer Zeit, also im 11. Jahrhundert wahrscheinlicher.
Als Spolien vermauerte Bruchstücke von römischen Reliefs, die ebenfalls 1928 gefunden wurden, legen die Vermutung nahe, dass an der Stelle der Burg oder in ihrer Nähe das zum römischen Vicus von Schwarzenacker gehörige Gräberfeld oder ein römisches Heiligtum bestanden hatte. Zwei dieser Reliefs sind im benachbarten Römermuseum Schwarzenacker ausgestellt.